# Mieszek (fotografia)

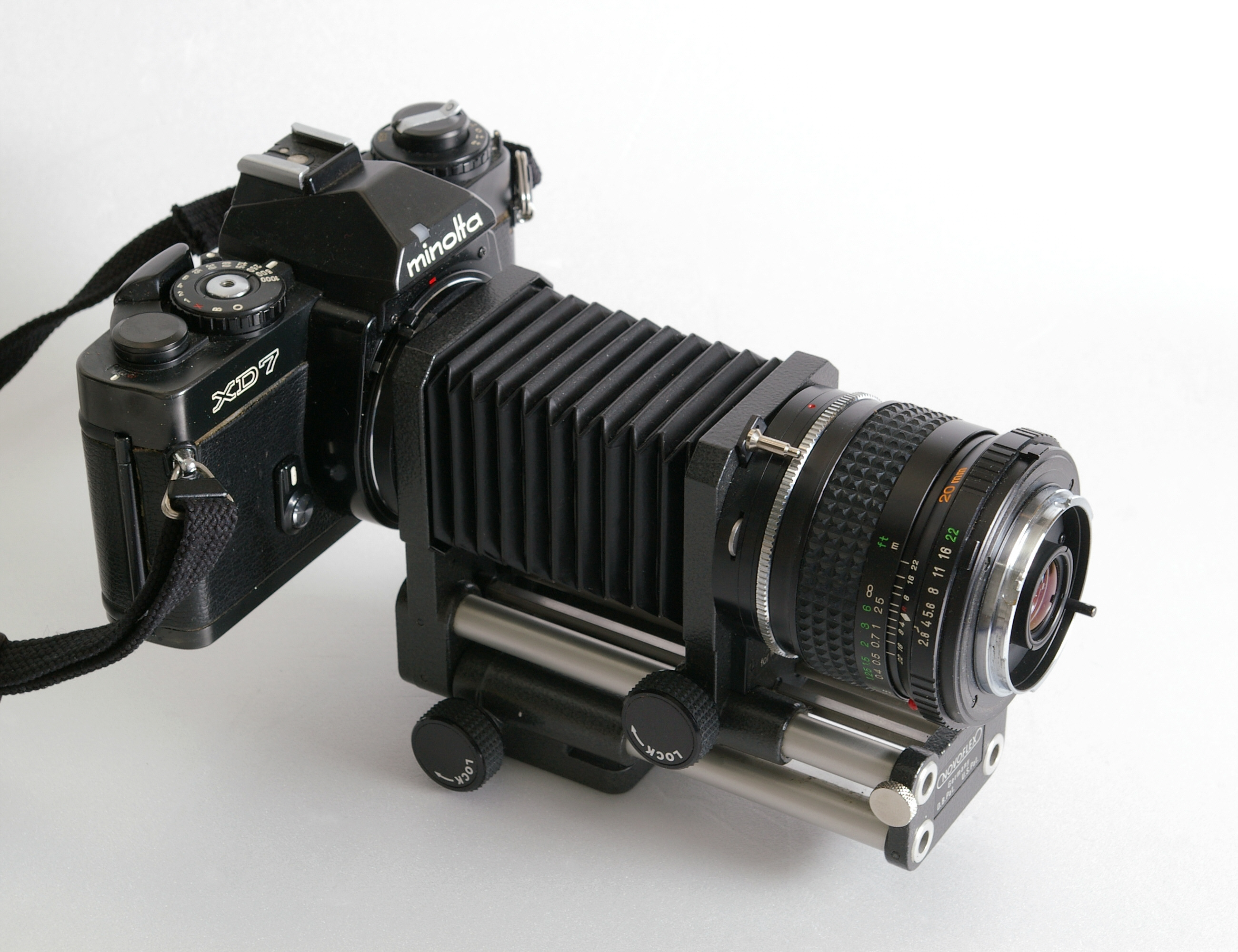
Aparat z mieszkiem i odwróconym obiektywem

Mieszek (mieszek pośredni) – urządzenie oddalające obiektyw od powierzchni filmu; wykorzystywany niegdyś w mieszkowych aparatach fotograficznych. 
Dzięki jego zastosowaniu zmniejsza się minimalna odległość fotografowania, przez co rośnie skala odwzorowania, czyli powiększenie fotografowanego obiektu na materiale światłoczułym. 
Obecnie mieszki fotograficzne są używane najczęściej w makrofotografii (montowane pomiędzy korpus lustrzanki jednoobiektywowej a obiektyw fotograficzny) i w aparatach fotograficznych wielkoformatowych.
Mieszek pozwala na stosowanie bardzo dużego zakresu ogniskowych.